# Свети Стилиан (Костур)
„Свети Алипий и Свети Стилиан Елеуски“ (на гръцки: Άγιος Αλύπιος και Στυλιανός Ελεούσας) е средновековна православна църква в град Костур (Кастория), Егейска Македония, Гърция, част от Костурската епархия.

## Местоположение
Храмът е разположен в източната част на полуострова. Традиционно принадлежи към Елеуската енория.

## История
Представлява малка еднокорабна базилика, построена около 1200 година. Първоначално вероятно е била посветена на Свети Георги, според изображението му на южната стена, на място, където традиционно се изобразява патронът. Разширяването на нартекса става по-късно. Храмът има запазена ценна вътрешна украса – стенописи от XII век на южната и източната стена.
В 1991 година храмът е обявен за защитен паметник.
- Стенописи
- Предполагаемото изображение на Свети Георги
- Света Богородица от Благовещението
- Св. св. Козма и Дамян